# Martin de Vienne
Martin (Martinus) est un saint de l'Église catholique romaine, considéré, par la tradition, comme le troisième évêque légendaire de Vienne, dont l'existence ne repose pas sur des traces prouvées.

## Biographie
L'existence de Martin (Martinus, Martino) est considérée comme « douteuse », « sans confirmation historique », par les historiens, Louis Duchesne (1874), André Pelletier (2001) ou encore Gérard Lucas (2018).
Zacharie est connu à travers le Catalogue des évêques de Vienne produit par l'évêque Adon de Vienne (799-875), dans sa Chronique,,.

« [101-120] Sub quo imperatore gloriosissimus senex Zacharias, Viennensis Ecclesiae episcopus, martyrio coronatur. Nam primus Crescens discipulus apostolum. Viennae aliquot annos resedit ; quo ad Galatiam reuerso, tertius Martinus episcopus et discipulus apostolorum Viennae resedit […]

Sous le règne de cet empereur, le très glorieux vieillard Zacharias, évêque de l'Église de Vienne, est couronné du martyre. Rappelons en effet que Crescens fut le premier disciple des apôtres à séjourner à Vienne quelques années, et qu'après son retour en Galatie, ce fut Martin, évêque et aussi disciple des apôtres, qui fut le troisième à siéger à Vienne […] »

— Adon, Chronique, VI, col. 8ID,.
La seconde mention du Catalogue est :

« [492-519] Fuerunt autem a transitu sancti Martini usque ad transitum Chlodouei regis annis centum duodecim. A transitu sancti Martini Viennensis tertii episcopi (nam primus Crescens, sequens Zacharias martyr) usque ad transitum Martini Turonorum episcopi ducenti nonaginta anni, et usque ad transitum sancti Mamerti Viennensis Ecclesiae episcopi, colliguntur anni trecenti viginti octo.

Il s'est écoulé depuis la mort de saint Martin jusqu'à celle de Clovis 112 ans. Depuis la mort de saint Martin, troisième évêque de Vienne (en effet, le premier est Crescens, Zacharias le martyr le second) jusqu'à la mort de Martin évêque de Tours, 290 ans ; et jusqu'à la mort de saint Mamert évêque de l'église de Vienne, 320 ans. »

— Adon, Chronique, VI, col. 106B-C,.
D'après Abon, après calcul, Martin serait donc mort en 107, sous le règne de l'Empereur Trajan,.
Son successeur, selon le Catalogue, Vérus est attesté lors du concile d'Arles, en 314,.

## Vénération
Martin figure dans le Martyrologe d'Adon au 1er juillet,. Il est marqué le 11 mai, au Martyrologe hiéronymien.
Il est désormais célébré le 1er juillet, dans le diocèse de Grenoble-Vienne, aux côtés de tous les évêques de Vienne. Cette ancienne fête collective avait pour titre, dans l'ancien diocèse, « Fêtes des saints évêques de Vienne », était instituée le 3 novembre.